# Пазиано ди Порденоне
Пазиа̀но ди Пордено̀не (на италиански: Pasiano di Pordenone; на венециански: Pasiàn, Пазиан) е градче и община в Северна Италия, провинция Порденоне, автономен регион Фриули-Венеция Джулия. Разположено е на 13 m надморска височина. Населението на общината е 7901 души (към 2010 г.).